# Suchwiin bulmyeong
Address Unknown (hangul : 수취인불명; RR : Suchwiin bulmyeong) és una pel·lícula dramàtica de Corea del Sud escrita i dirigida per Kim Ki-duk, estrenada el 2001. Va ser la pel·lícula inaugural de la 58a Mostra Internacional de Cinema de Venècia. La pel·lícula està basada en històries de la vida real de la vida del director, i les conegudes per ell.

## Argument
Els residents que viuen al camp de Corea del Sud al voltant d'una base militar nord-americana es veuen afectats per la seva presència. Aquests inclouen un soldat nord-americà inestable i gairebé psicòtic (Mitch Malem) que sobreviu amb una dieta de LSD i ràbia, Eun-ok, una noia amb un ull defectuós, Jihum un noi solitari i Chang-guk, que viu a un vell autobús abandonat de la Força Aèria dels EUA amb la seva mare. Ella ha ensenyat anglès a Chang-guk en un intent de preparar-lo per a la seva nova vida als Estats Units, reunit amb el seu pare a qui ella envia per correu electrònic regularment, encara que les cartes sempre es tornen "adreça desconeguda".

## Repartiment
- Yang Dong-geun : Chang-kuk
- Park Min-jung : Eun-wook
- Kim Young-min : Ji-heum
- Bang Eun-jin : La mare de Chang-kuk
- Myung Kye-nam : El pare de Ji-heum
- Lee In-wook : La mare d'Eun-wook
- Jo Jae-hyeon : Ull de gos
- Oh Jung-se : un policia

## Recepció
La pel·lícula va tenir una bona acollida en general. La direcció de Kim Ki-duk és excel·lent. Les seves imatges capturen la desolació buida i incessant de l'entorn del poble. Amb la fotografia de Seo Jeong-min, la imatge sembla bruta i freda, com si s'hagués arrossegat pel sòl humit i brut abans de ser processada. Hi ha molt poca cosa de bonic o pintoresc, la paleta de colors desprèn una sensació tèrbola. A més, manté el sentit pesat de la metàfora dins de la peça. Sovint les escenes passen a porta tancada o estan enfosquides per làmines de plàstic, branques o tanques de cadena. Bona part també es desenvolupa a distància. Aquests personatges estan atrapats en aquest lloc, més enllà de l'ajuda d'altres, tant si ho saben com si no.